# Arrhaphipterus larclausei
Arrhaphipterus larclausei is een keversoort uit de familie Rhipiceridae. De wetenschappelijke naam van de soort is voor het eerst geldig gepubliceerd in 1894 door Reitter.